# Франсоа Трифо
Франсоа Ролан Трифо (фр. François Roland Truffaut; Париз, 6. фебруар 1932 — Неји сир Сен, 21. октобар 1984) био је француски филмски редитељ, сценариста, продуцент, глумац и филмски критичар. Један је од утемељивача француског Новог таласа. У каријери дугој преко четврт века, он остаје икона француске филмске индустрије, с обзиром да је радио на преко 25 филмова.
Средином педесетих година Трифо је, заједно са групом младих критичара, будућих славних режисера, коју су чинили Жан-Лик Годар, Клод Шаброл, Жак Ривет и Ерик Ромер, сарађивао у авангардном часопису Филмске свеске (Cahiers du cinema), гдје је и формулисао чувену ауторску теорију.
Трифоов први филм 400 удараца, снимљен у години када су се појавила још два филма која су означила почетак новог таласа- Ренеов Хирошимо, љубави моја  и Годаров До посљедњег даха (за који је Трифо радио сценарио), 1959, добио је Награду за најбољу режију у Кану, као и њујоршку Награду критике за најбољи филм на страном језику у 1959. години.

## Младост
Трифо је рођен у Паризу 6. фебруара 1932. Његова мајка је била Жанин де Монферанд. Будући муж његове мајке, Ролан Трифо, прихватио га је као усвојеног сина и дао му презиме. Неколико година касније је пребачен да живи са разним дадиљама и својом баком. Бака му је усадила љубав према књигама и музици. Живео је са њом до њене смрти, када је имао осам година. Тек после њене смрти живео је са родитељима. Идентитет Трифоовог биолошког оца је непознат, али је приватна детективска агенција 1968. открила да је њена истрага о овој ствари довела до Роланда Левија, јеврејског зубара из Бајона. Породица Трифоове мајке је оспорила налаз, али је Трифо поверовао и прихватио га.
Трифо је често боравио код пријатеља и покушавао да буде ван куће што је више могуће. Познавао је Робера Лашенеа од детињства и били су доживотни најбољи пријатељи. Лашене је био инспирација за лик Ренеа Бигија у 400 удараца и радио је као асистент на неким од Трифоових филмова. Биоскоп је Трифоу понудио највеће бекство од незадовољног кућног живота. Имао је осам година када је видео свој први филм, Изгубљени рај Абела Ганса, чиме је почела његова опсесија. Често је напуштао школу и шуљао се у позориште јер му је недостајао новац за упис. Након што је избачен из неколико школа, са 14 година одлучио је да постане самоук. Два од његових академских циљева била су да гледа три филма дневно и чита три књиге недељно.
Трифо је често посећивао Cinémathèque Française Хенрија Ланглоа, где је био изложен безбројним страним филмовима, упознајући се са америчком кинематографијом и редитељима као што су Џон Форд, Хауард Хокс и Николас Реј, као и са британским редитељем Алфредом Хичкоком.

## Каријера

### Андре Базин
Након што је 1948. основао свој филмски клуб, Трифо је упознао Андреа Базина, који је имао велики утицај на његов професионални и лични живот. Базин је у то време био критичар и шеф другог филмског друштва. Постао је Трифоов лични пријатељ и помогао му да се извуче из разних финансијских и криминалних ситуација током година његовог формирања.
Трифо се придружио француској војсци 1950. године, са 18 година, али је наредне две године провео покушавајући да побегне. Ухапшен је због покушаја да дезертира из војске и затворен је у војни затвор. Базин је искористио своје политичке контакте да ослободи Трифоа и запослио га у свом новом филмском часопису Свеске биоскопа.

### Свеске биоскопа
Током наредних неколико година, Трифо је постао критичар (а касније и уредник) у часопису, где је постао озлоглашен по својим бруталним, немилосрдним критикама. Звали су га „Гробар француске кинематографије“ и био је једини француски критичар који није позван на Кански фестивал 1958. године. Подржао је Базина у развоју једне од најутицајнијих теорија кинематографије, теорије аутора.
Године 1954., Трифо је написао чланак „Une Certaine Tendance du Cinéma Français“ („Известан тренд француске кинематографије“), у којем је напао стање француских филмова, критикујући одређене сценаристе и продуценте, и наводећи осам редитеља за које је сматрао да нису способни да осмисле врсте "подлих" и "гротескних" ликова и прича које је назвао карактеристичним за мејнстрим француску филмску индустрију: Жан Реноар, Робер Бресон, Жан Кокто, Жак Бекер, Абел Ганс, Макс Офилс, Жак Тати и Роже Ленар. Чланак је изазвао буру контроверзи и донио је Трифоу понуду да пише за национално циркулирани, читанији културни недељник Arts-Lettres-Spectacles. Трифо је написао више од 500 филмских чланака за ту публикацију у наредне четири године.
Трифо је касније осмислио ауторску теорију, према којој је редитељ био „аутор” свог дела, а велики редитељи попут Реноара или Хичкока имају различите стилове и теме које прожимају њихове филмове. Иако његова теорија тада није била широко прихваћена, добила је одређену подршку 1960-их од америчког критичара Ендруа Сариса. Године 1967., Трифо је објавио свој интервју о Хичкоку, Hitchcock/Truffaut.

### Кратки филмови
Након што је био критичар, Трифо је одлучио да снима филмове. Почео је кратким филмом Une Visite (1955), а затим га је пратио Les Mistons (1957).

## Коментари за друге филмске ствараоце
Трифо је изразио своје дивљење филмским ствараоцима као што су Луис Буњуел, Ингмар Бергман, Робер Бресон, Роберто Роселини и Алфред Хичкок. Трифо је написао Hitchcock/Truffaut, књигу о Хичкоку, засновану на дугој серији интервјуа.
О Жану Реноару је рекао:
| „ | Мислим да је Реноар једини филмски стваралац који је практично непогрешив, који никада није направио грешку на филму. И мислим да ако никада није погрешио, то је зато што је увек проналазио решења заснована на једноставности — људским решењима. Он је један филмски редитељ који се никада није претварао. Никада није покушавао да има стил, а ако познајете његов рад – који је веома опсежан, пошто се бавио разним темама – када запнете, посебно као млади филмски стваралац, можете размислите како би Реноар поступио у овој ситуацији и генерално ћете наћи решење. | ” |

Трифо је немачког филмског ствараоца Вернера Херцога назвао „најважнијим живим филмским режисером“.
Трифо и Жан-Лик Годар, његов колега из Свеске Биоскопа, блиско су сарађивали током свог почетка као филмски редитељи, иако су имали различите методе рада. Тензије су испливале на површину после маја 1968: Годар је желео политички, посебно марксистички биоскоп, Трифо је био критичан према стварању филмова првенствено у политичке сврхе.
Године 1973. Годар је оптужио Труфоа да је снимио филм који је био "лаж" (Day For Night), а Трифо је одговорио писмом од 20 страница у којем је оптужио Годара да је радикални лицемер, човек који је веровао да су сви "једнаки" само у теорији. Годар је касније покушао да се помири са Трифоом, али никада више нису разговарали нити су се видели. Након Трифоове смрти, Годар је написао увод у збирку својих писама и дугу почаст у његовом филму Histoire(s) du cinéma.

## Лични живот
Трифо је био у браку са Медлин Моргенстерн од 1957. до 1965. године и имали су две ћерке, Лауру (рођена 1959) и Еву (рођена 1961). Медлен је била ћерка Игнаса Моргенстерна, генералног директора једне од највећих француских компанија за дистрибуцију филмова, Cocinor, и била је у великој мери одговорна за обезбеђивање средстава за Трифоове прве филмове.
1968. Трифо је верен за глумицу Клод Џејд (Украдени пољупци, Кревет и даска, Љубав у бекству); он и Фани Ардан (Жена из суседства, поверљиво ваша) живели су заједно од 1981. до 1984. и имали ћерку Жозефину Трифо (рођена 28. септембра 1983).
Трифо је био атеиста, али је имао велико поштовање према Католичкој цркви и затражио је мису задушницу за његову сахрану.

## Смрт
У јулу 1983, након првог можданог удара и дијагнозе тумора на мозгу, Трифо је изнајмио кућу Франса Гала и Мишела Бергера у близини Онфлера у Нормандији. Очекивало се да присуствује премијери филма свог пријатеља Милоша Формана када је преминуо 21. октобра 1984. године, у 52. години, у америчкој болници у Француској.
У време своје смрти имао је бројне филмове у припреми. Намеравао је да сними 30 филмова, а затим да се повуче да пише књиге до краја живота. До тог циља му је недостајало пет филмова. Сахрањен је на гробљу Монмартр.

## Филмографија

### Утицајни филмови
- 400 удараца (Les Quatre-cents coups) (1959)
- Пуцајте на пијанисту (Tirez sur le pianiste) (1960)
- Жил и Џим (Jules et Jim) (1962)
- Нежна кожа (Le Peau douce) (1964)
- Фаренхајт 451 (Fahrenheit 451) (1966)
- Млада је била у црнини (La Mariee etait en noir)(1967)
- Украдени пољупци (Baisers volés) (1968)
- Сирена Мисисипија (La Sirene du Mississippi)(1969)
- Дивљи дечак (L'Enfant sauvage)(1969)
- Брачно гнездо (Заједнички кревет и сто / Domicile conjugal) (1970)
- Две Енглескиње и континент (Les Deux Anglaises et le continent) (1971)
- Лепотица као ја (Une Belle fille comme moi) (1972)
- Америчка ноћ (La nuit américaine) (1973)
- Прича о Адели Х. (L'Histoire d'Adele H.) (1975)
- Џепарац (L'Argent de poche) (1976)
- Човек који је волио жене (L'Homme quai amait les femmes) (1977)
- Зелена соба (La Chambre verte)(1978)
- Љубав у бекству (L'amour en fuite) (1979)
- Последњи метро (Le dernier métro) (1980)
- Жена из суседства (La Femme d'a cote) (1981)
- Брзо недеља (Vivament dimanche!)(1983)

## Комплетна филмографија

#### Дугометражни филмови
| Година | Наслов на енглеском језику  | Наслов на француском језику        |
| ------ | --------------------------- | ---------------------------------- |
| 1959   | The 400 Blows               | Les Quatre Cents Coups             |
| 1960   | Shoot the Piano Player      | Tirez sur le pianiste              |
| 1962   | Jules and Jim               | Jules et Jim                       |
| 1964   | The Soft Skin               | La Peau douce                      |
| 1966   | Fahrenheit 451              | Fahrenheit 451                     |
| 1968   | The Bride Wore Black        | La Mariée était en noir            |
| 1968   | Stolen Kisses               | Baisers volés                      |
| 1969   | Mississippi Mermaid         | La sirène du Mississippi           |
| 1970   | The Wild Child              | L'Enfant sauvage                   |
| 1970   | Bed and Board               | Domicile conjugal                  |
| 1971   | Two English Girls           | Les Deux anglaises et le continent |
| 1972   | Such a Gorgeous Kid Like Me | Une belle fille comme moi          |
| 1973   | Day for Night               | La Nuit américaine                 |
| 1975   | The Story of Adèle H.       | L'Histoire d'Adèle H.              |
| 1976   | Small Change                | L'Argent de poche                  |
| 1977   | The Man Who Loved Women     | L'Homme qui aimait les femmes      |
| 1978   | The Green Room              | La Chambre verte                   |
| 1979   | Love on the Run             | L'Amour en fuite                   |
| 1980   | The Last Metro              | Le Dernier métro                   |
| 1981   | The Woman Next Door         | La Femme d'à côté                  |
| 1983   | Confidentially Yours        | Vivement dimanche!                 |

### Кратки филмови и сарадње
| Година | Наслов на енглеском језику | Наслов на француском језику | Белешке                                   |
| ------ | -------------------------- | --------------------------- | ----------------------------------------- |
| 1955   | A Visit                    | Une Visite                  |                                           |
| 1957   | The Mischief Makers        | Les Mistons                 |                                           |
| 1958   | A Story of Water           | Une Histoire d'eau          | Заједно са Жан Лик Годаром                |
| 1961   | The Army Game              | "Tire-au-flanc 62"          | Режисер: Клод де Живре; Трифо је сарадник |
| 1962   | Antoine and Colette        | Antoine et Colette          |                                           |

### Сценариста
| Година | Наслов на енглеском језику           | Наслов на француском језику | Белешке                          |
| ------ | ------------------------------------ | --------------------------- | -------------------------------- |
| 1960   | Breathless                           | À bout de souffle           | Режисер: Жан-Лик Годар           |
| 1988   | The Little Thief                     | La Petite voleuse           | Режисер: Клод Милер              |
| 1995   | Belle Époque (miniseries) [Wikidata] | Belle Époque                | Режисер: Гавин Милар; минисерија |

### Глумац
| Година | Наслов на енглеском језику         | Наслов на француском језику   |
| ------ | ---------------------------------- | ----------------------------- |
| 1956   | Le Coup du berger                  | Гост на журци                 |
| 1956   | La sonate à Kreutzer               |                               |
| 1959   | The 400 Blows                      | Човек на фестивалу            |
| 1963   | À tout prendre                     | Франсоа Трифо                 |
| 1964   | The Soft Skin                      | Службеник на бензинској пумпи |
| 1970   | The Wild Child                     | Др Жан Итар                   |
| 1970   | Bed & Board                        | Продавач новина               |
| 1971   | Two English Girls                  | Наратор                       |
| 1972   | Such a Gorgeous Kid Like Me        | Новинар                       |
| 1973   | Day for Night                      | Феранд, режисер               |
| 1975   | The Story of Adèle H.              | Официр                        |
| 1976   | Small Change                       | Мартинов отац                 |
| 1977   | The Man Who Loved Women            | Човек на сахрани              |
| 1977   | Close Encounters of the Third Kind | Клод Лакомб                   |
| 1978   | The Green Room                     | Жулијен Давен                 |
| 1981   | The Woman Next Door                | Појављивање                   |

### Продуцент
| Година | Наслов на енглеском језику | Наслов на француском језику |
| ------ | -------------------------- | --------------------------- |
| 1958   | Good Anna                  | Anna la bonne               |
| 1960   | Testament of Orpheus       | Le testament d'Orphée       |
| 1961   | The Gold Bug               | Le scarabée d'or            |
| 1961   | Paris Belongs to Us        | Paris nous appartient       |
| 1968   | Naked Childhood            | L'Enfance Nue               |